# Cut Your Hair
Cut Your Hair è un singolo del gruppo musicale statunitense Pavement, pubblicato nel febbraio 1994 come primo estratto dal secondo album in studio Crooked Rain, Crooked Rain. Fu scritta dall'autore e cantante principale dei Pavement Stephen Malkmus. La canzone attacca maliziosamente l'importanza dell'immagine nell'industria musicale. In un verso, Malkmus recita sarcasticamente un finto annuncio per la ricerca del membro di una band: "advertising looks and chops a must/ no big hair".
La canzone venne pubblicata come singolo e divenne la canzone più venduta e maggiormente popolare del gruppo. "Cut Your Hair" fu suonata spesso nelle radio indie e alternative negli Stati Uniti, raggiungendo la decima posizione nella classifica delle canzoni alternative di Billboard nella primavera del 1994, trascorrendo dodici settimane in tale classifica.
Entrambi i lati B sono contenuti nella riedizione Crooked Rain, Crooked Rain: LA's Desert Origins.
Nel maggio 2007 la rivista NME ha piazzato "Cut Your Hair" al numero 28 tra i migliori inni indie di sempre.

## Video musicale
Il video, pubblicato nel 1994, è relativamente semplice e mostra le band in attesa di un taglio dal barbiere. Strane cose accadono a ogni membro del gruppo mentre procede a sedersi sulla sedia per il taglio:
- Mark Ibold - Scuote la testa per spettinare i capelli e poi starnutisce. Lo spettatore vede che ha starnutito un gatto che dà al barbiere e torna a sedersi.
- Scott Kannberg - Arriva sulla sedia del barbiere vestito da gorilla e gli vengono tagliati i capelli. Successivamente torna in forma umana e torna a sedersi.
- Bob Nastanovich - Quando si alza inciampa sul tavolino delle riviste. In seguito prova a bere il disinfettante del barbiere ma questi glielo impedisce.
- Stephen Malkmus - Il barbiere gli consegna un piatto, uno scettro regale, un martini e una corona di carta. Lo spettatore vede una lacrima scendere dalla sua guancia.
- Steve West - Chiede al barbiere di tagliarsi i capelli. Mentre sta per farlo, West indossa improvvisamente un costume da lucertola. Il barbiere scuote la testa, rifiutando di tagliargli i capelli.

Ogni membro della band indossa vestiti differenti quando torna a sedersi. Dopo essersi tagliati i capelli, tutti si affrettano a lasciare il negozio, con Ibold che raccoglie una rivista che stava leggendo.

## Nella cultura popolare
- La sigla (così come la musica dopo della pubblicità) del talk show di ESPN Pardon the Interruption fa riferimento alla canzone (i co-conduttori abituali Tony Kornheiser e Michael Wilbon sono entrambi calvi).
- La canzone è apparsa nel film A Very Brady Sequel, in cui Carol si reca a un nuovo salone di bellezza.
- Il video è mostrato in una episodio della serie animata Beavis and Butt-Head, in cui Butt-Head commenta: "Questo dovrebbe essere divertente."
- La canzone è un contenuto scaricabile per il videogioco Guitar Hero 5.[4]

## Apparizioni nelle colonne sonore
"Cut Your Hair" è apparsa nelle colonne sonore di Jackass: Number Two, A Very Brady Sequel, The Ultimate Playlist of Noise, The To Do List - L'estate prima del college e Tu, io e Dupree.

## Classifiche
| Classifica (1994)                  | Posizione massima |
| ---------------------------------- | ----------------- |
| UK Singles (OCC)                   | 52                |
| US Alternative Airplay (Billboard) | 10                |